# スティーブン・リズバーガー
スティーヴン・リズバーガー（Steven Lisberger、1951年4月24日 - ）は、アメリカ合衆国ニューヨーク出身の映画監督。

## 略歴
ボストン美術館付属美術学校（School of the Museum of Fine Arts）在学中に、仲間とアニメ・スタジオを設立する。初めて監督した短編アニメーション「Cosmic Cartoon」が、1973年度の学生アカデミー賞にノミネートされたことを契機に、CFやテレビの仕事を始める。
1977年には、オリンピックを題材にしたパロディ・アニメ作品「アニマリンピックス」で話題を呼ぶ。その後ディズニー・プロ製作になるCG（コンピュータ・グラフィックス）を全面的に採用した世界初の映画『トロン』を監督した。

## 監督作品
- アニマリンピックス Animalympics (1980) 日本未公開
- トロン Tron (1982)
- トラブル・バケーション/熱い追跡 Hot Pursuit (1987) 日本未公開
- 風の惑星/スリップストリーム Slipstream (1989)
- トロン: レガシー Tron: Legacy (2010) - 製作
- トロン：ライジング Tron: Uprising (2012) - 原作
- Tron: Ares (2025公開予定) - 製作